# Friedrich II. zu Leiningen-Westerburg-Altleiningen
Friedrich II. Eduard Graf zu Leiningen-Westerburg-Altleiningen (* 20. Mai 1806 in Altleiningen; † 5. Juni 1868 in Darmstadt, Hessen-Darmstadt) war ein deutscher Graf aus dem Adelsgeschlecht Leiningen, Standesherr und Abgeordneter.

## Leben
Friedrich II. zu Leiningen-Westerburg-Altleiningen war der Sohn des Grafen Friedrich I. zu Leiningen-Westerburg-Altleiningen (1761–1839) und dessen Ehefrau Eleonore Maria Magdalena Breitwieser (1781–1841) aus Assenheim (1816 Großherzoglich-Hessischer Adelsstand als „Frau von Brettwitz“), der Tochter des Johann Heinrich Breitwieser. Drei Söhne und drei Töchter wurden ehelich geboren, zwei Söhne wurden mit der Heirat legitimiert.
Nach dem Tod seines Vaters Friedrich I. zu Leiningen-Westerburg-Altleiningen regierender Graf. Die linksrheinischen Besitzungen der Grafen von Leiningen-Westerburg-Altleiningen und Leiningen-Westerburg-Neuleiningen wurden im Gefolge der Französischen Revolution 1793 dem französischen Staat einverleibt, die beiden Grafen von Alt- und Neuleiningen in Paris vorübergehend inhaftiert. Sie wurden im Reichsdeputationshauptschluss 1803 mit den ehemaligen Abteien Ilbenstadt und Engelthal in der Wetterau entschädigt. 1806 wurden ihre Güter den Großherzogtümern Berg und Hessen-Darmstadt bzw. den Fürstentümern Nassau-Weilburg und Nassau-Usingen einverleibt.
Als Standesherren verblieben den Grafen aber eine Reihe von Vorrechten, darunter ein erbliches Mandat in der ersten Kammer der Landstände des Großherzogtums Hessen. Mit dem Tod seines Vaters 1839 wurde Friedrich II. Standesherr. Er gehörte daher 1839 bis zu seinem Tod 1868 formell der ersten Kammer an, ist ihr aber nie förmlich beigetreten. Sein jüngerer Bruder Viktor zu Leiningen-Westerburg-Altleiningen (1821–1880) übernahm die Aufgabe des Standesherren. Ein weiterer Bruder Karl August (1819–1849) starb als ungarischer Freiheitskämpfer am Galgen.

## Ehe und Nachkommen
Friedrich II. zu Leiningen-Westerburg-Altleiningen heiratete am 28. Dezember 1830 Henriette Antoinette Freiin von und zu Egloffstein (1805–1868), Tochter des Friedrich Gottfried IV. Ernst Freiherr von und zu Egloffstein (1769–1848) sachsen-weimarischer Generalmajor und Kammerherr und der Dorothea Freifrau von Lenthe (1775–1848). Das Paar hatte zwei Kinder:
- Marie (* 30. September 1831; † 4. April 1863)
- Dorette (* 25. Oktober 1832; † 16. Juni 1833).[4]